# Festival Internacional de Cinema de Sant Sebastià 2002
La 50 edició del Festival Internacional de Cinema de Sant Sebastià va tenir lloc entre el 19 i el 28 de setembre de 2002. A la competició oficial es van presentar 18 pel·lícules, sis de les quals tenien participació espanyola. La gala d'apertura fou presentada per Lucía Jiménez i Edurne Ormazabal i en acabar es va projectar The Good Thief.
La conquilla d'Or fou atorgada a Los lunes al sol, que va rebre tots els aplaudiments.

## Jurat oficial
- Wim Wenders (President)
- Ariane Ascaride
- Mariano Barroso
- Renato Berta
- Príncep Chatri Chalerm Yukol
- Mirtha Ibarra
- Angela Pope

## Pel·lícules en competició
| Pel·lícula                               | Director                | País                           |
| ---------------------------------------- | ----------------------- | ------------------------------ |
| Los lunes al sol                         | Fernando León de Aranoa | Espanya                        |
| Historias mínimas                        | Carlos Sorín            | Argentina, Espanya             |
| Aro Tolbukhin, dins la ment de l'assassí | Agustí Villaronga       | Espanya                        |
| Auto Focus                               | Paul Schrader           | Estats Units                   |
| Lugares comunes                          | Adolfo Aristarain       | Argentina, Espanya             |
| El crimen del padre Amaro                | Carlos Carrera          | Mèxic                          |
| The Good Thief                           | Neil Jordan             | Regne Unit, Irlanda, França    |
| Ghat e-ye zemestani                      | Farhad Mehranfar        | Irlanda                        |
| El Leyton                                | Gonzalo Justiniano      | Xile, França                   |
| Hafið                                    | Baltasar Kormákur       | Islàndia, Noruega, França      |
| La vie promise                           | Olivier Dahan           | França                         |
| Lyubovnik                                | Valeri Todorovski       | Rússia                         |
| Octavia                                  | Basilio Martín Patino   | Espanya, França                |
| Elsker dig for evigt                     | Susanne Bier            | Dinamarca                      |
| Pigs Will Fly                            | Eoin Moore              | Alemanya                       |
| Umi wa miteita                           | Kei Kumai               | Japó                           |
| He ni zai yi qi                          | Chen Kaige              | R.P. de la Xina, Corea del Sud |
| Whale Rider                              | Niki Caro               | Nova Zelanda, Alemanya         |

## Palmarès
- Conquilla d'Or a la millor pel·lícula: Los lunes al sol, de Fernando León de Aranoa
- Premi Especial del Jurat: Historias mínimas, de Carlos Sorín
- Conquilla de Plata al millor director: Chen Kaige, per He ni zai yi qi
- Conquilla de Plata a la millor actriu: Mercedes Sampietro, per Lugares comunes
- Conquilla de Plata al millor actor: Liu Peiqi, per He ni zai yi qi
- Premi del jurat a la millor fotografia: Sergei Mikhaltxuk, per Lubovnik
- Premi del jurat al millor Guió: (ex aequo) Adolfo Aristarain per Lugares comunes i Gennady Ostrovsky per Lubovnik

## Premi Donostia
Jessica Lange, Bob Hoskins, Dennis Hopper, Francis Ford Coppola